# Germaine Perrin de la Boullaye
Germaine Perrin de la Boullaye, geborene Mathilde Marie Germaine Arbeltier Jullien de la Boullaye, (* 2. September 1875 in Andelot-Blancheville; † 8. März 1939 in Marseille) war eine der ersten französischen Archäologinnen.

## Leben
Familie
Ihr Vater Pierre Marie Christophe Ernest Arbeltier Jullien de la Boullaye war Konservator des Museums von Troyes (Abteilung Schöne Künste). Er interessierte sich für Archäologie und führte seine Tochter in diese Wissenschaft ein. Sie heiratete den Kommandanten Edmond Perrin, der im Ersten Weltkrieg am 2. Oktober 1915 an der Front fiel. Sie hatten vier Kinder: zwei Jungen und zwei Mädchen.
Archäologische Ausgrabungen
Schon als Kind begeisterte sie sich für Archäologie. In den Ferien suchte sie gerne in den gepflügten Feldern nach Keramikfragmenten aus der Antike. Als sie wegen der Karriere ihres Mannes acht Monate in Mailly-le-Camp stationiert war, begann sie im Dezember 1907 mit Ausgrabungen auf einem gallischen Friedhof (Champ-la-Bataille) in Soudé-Sainte Croix. Sie setzte sie fort und fand bis 1914 an verschiedenen Orten Gräber. Dabei ließ sie sich von Henri Rataux aus Mailly-le-Camp helfen, einem autodidaktischen Ausgräber, den sie mit 5 Francs pro Tag entlohnte. Ihre Ausgrabungen führten sie zu weiteren Orten mit keltischen (3. Jahrhundert v. Chr.), gallorömischen (4. Jahrhundert n. Chr.) und merowingischen (6. und 7. Jahrhundert) Gräbern. Zu den Fundstücken aus diesen Gräbern kam eine Reihe von Gegenständen aus dem Besitz von Henri Rataux und mehreren Verwandten, die sie ihm schenkten.
Archäologische Sammlung
Germaine Perrin de la Boullaye baute so eine umfangreiche Sammlung von Gegenständen auf: Schmuck, Glaswaren, Vasen, Waffen, Münzen, darunter einige von großer Seltenheit (mehr als 1400 Stücke). Diese Sammlung wurde im Haus ihrer Tochter in Corpeau (Département Côte-d’Or) gelagert und von den Archäologen völlig ignoriert, bis ihre Erben 1987 Kontakt mit Jean-Pierre Ravaux, dem Konservator des Musée des beaux-arts et d’archéologie in Châlons-en-Champagne, aufnahmen, der die Sammlung erwarb. Mehrere Objekte sind nun Teil der ständigen Sammlung des Museums.
Diese Sammlung wird von einer sehr umfangreichen Dokumentation begleitet, die wesentlich zu ihrem wissenschaftlichen Wert beiträgt. Dazu gehören 16 Hefte, Notizen und Briefe sowie Tafeln, die von Germaine Perrin de la Boullaye, die auch Hobbymalerin war, gezeichnet und aquarelliert wurden. Dazu kommt die Dokumentation von Henri Rataux zu seinen Ausgrabungen. Diese Sammlung führte zu mehreren wissenschaftlichen Artikeln.